# Пахомов, Владимир Николаевич
Влади́мир Никола́евич Пахо́мов (6 сентября 1935, Москва — 18 июля 2004, Москва) — советский и российский спортивный журналист, заслуженный работник культуры РСФСР.

## Биография
Родился 6 сентября 1935 года в Москве в семье рабочего.
Вырос в Москве. Семья Пахомовых жила в коммунальной квартире в бывшем доходном доме купца Быкова, на углу 2-й Брестской улицы и Нововасильевского переулка. С детства увлекся футболом. Он вспоминал, что отец впервые взял его с собой на футбол 2 сентября 1945 года, когда на стадионе «Динамо» играли ЦДКА и «Торпедо». Армейская команда победила 2:1, два мяча забил Всеволод Бобров, и с этого момента Пахомов на всю жизнь стал болельщиком ЦСКА.
В 1953 году, окончив школу №126 Советского района г. Москвы (сейчас школа №1234), поступил в Московский государственный педагогический институт иностранных языков. Окончил его в 1958 году. Второй диплом получил на философском факультете Лейпцигского университета имени Карла Маркса (направление – германистика), в котором учился с 1957 года по 1959-й.

## Спортивная журналистика
Ещё будучи студентом, Пахомов выиграл в 1957 году конкурс на лучший отчёт о футбольном матче «Спартак» (Москва) – «Динамо» (Москва), объявленный газетой «Вечерняя Москва» среди своих читателей. Текст «Звание сильнейших обязывает», написанный в форме «открытого письма мастерам футбола», стал первой опубликованной работой Пахомова, после чего он начал сотрудничать с газетой как нештатный корреспондент.
Учась в Лейпциге, Пахомов сотрудничал с газетой «Советский спорт», писал репортажи о спортивной жизни ГДР, о «Велогонке мира», а кроме того выступал как переводчик советских спортивных делегаций. В частности, в ноябре 1957 года он помогал сборной СССР по футболу, которая проводила в Лейпциге решающий матч за выход в финальную часть чемпионата мира против сборной Польши.
Свободно владея немецким языком, Пахомов впоследствии неоднократно сопровождал советские спортивные делегации в зарубежных поездках, однако основной его работой стала спортивная журналистика.
С октября 1959 года работал в штате «Советского спорта», с 1971 — в «Вечерней Москве». Кроме того, Пахомов публиковался в журналах «Огонёк», «Спортивные игры», «Физкультура и спорт», «Советский воин», газетах «Правда», «Комсомольская правда», «Красная звезда», в еженедельнике «Футбол-Хоккей» и многих других изданиях.
Освещал зимние Олимпийские игры в Инсбруке (1964), летние Олимпийские игры в Мюнхене (1972) и Москве (1980).
Главными спортивными увлечениями Пахомова были футбол и хоккей с шайбой. Работал на семи чемпионатах мира по хоккею (1963, 1964, 1965, 1970, 1973, 1986, 1996), избирался членом Президиума Федерации хоккея СССР.
С 1975 по 1986 год был «невыездным» из-за разногласий с заместителем председателя Спорткомитета СССР Валентином Сычом.
Является автором-составителем многочисленных календарей-справочников и программок к матчам по футболу, хоккею и регби. Также работал пресс-атташе Федерации хоккея с мячом России.
В 1969 году стал первым журналистом, кто опубликовал в советской прессе информацию о гибели в авиакатастрофе хоккейной команды ВВС. Впоследствии неоднократно возвращался к этой теме, однако проведенное им историческое расследование так и осталось полностью неопубликованным.
Возглавляя отдел информации «Вечерней Москвы», в котором сменил легендарного Германа Колодного, Пахомов писал не только о спорте. Брал интервью у лётчиков-космонавтов, военачальников, артистов, писателей. Любопытно, что под началом Пахомова начинала журналистскую карьеру Агриппина Васильева (в будущем – писательница Дарья Донцова).
В 2000-е годы выпустил в издательстве ОЛМА-ПРЕСС три книги о знаменитых спортсменах-армейцах — хоккеистах Николае Сологубове, Константине Локтеве, а также о Всеволоде Боброве, с которым особенно дружил.
Последняя книга — «Под покровом творимых легенд» — вышла уже после смерти в 2007 году, она была подготовлена к печати его сыном Николаем.
Скончался 18 июля 2004 года. Похоронен на Ваганьковском кладбище.
В некрологе, опубликованном в газете «Советский спорт», писалось, что «Владимира Пахомова знала вся спортивная Москва. И он был ее глубоким знатоком, дружил со многими из тех, о ком писал, кто прославил наш спорт. <…> Владимир Пахомов был из числа тех журналистов, кто не гонится за сенсациями, а отдает предпочтение фактам, ищет подоплеку событий. Будучи истинным поклонником ЦСКА, он с уважением относился и к другим футбольным и хоккейным клубам. И всегда пользовался взаимным уважением и признательностью».

## Награды и признание
- Заслуженный работник культуры РСФСР (1977)
- Медаль «За трудовое отличие» (1980)
- Медаль ордена «За заслуги перед Отечеством» II степени (1996)
- Почётный знак ОКР «За заслуги в развитии олимпийского движения в России»[1]
- Почётный знак «За заслуги в развитии физической культуры и спорта»[2]

## Семья
Отец — Николай Сидорович Пахомов (1909—1952), рабочий фабрики «Дукат». Кавалер медалей «За оборону Москвы», «За доблестный труд в Великой Отечественной войне», «За победу над Германией» и других.
Мать — Пахомова (Ущенкова) Антонина Васильевна (1907—1984), служащая «Союзпечати».
Жена — Пахомова (Грачёва) Лидия Николаевна, выпускница Тульского политехнического института, инженер, работала в спорткомплексе «Олимпийский» и Объединении административно-технических инспекций Москвы.
Сын — Пахомов Николай Владимирович, политолог-международник, выпускник МГИМО, кандидат политических наук.